# Železniční nehoda ve Vranovicích
Za první železniční nehodu v Rakouském císařství je pokládána srážka dvou následných vlaků před stanicí Vranovice při slavnostní zahajovací jízdě dne 7. července 1839. 

## Slavnostní zahájení provozu
V rámci slavnostního zahájení provozu 144 km dlouhé železniční trati Vídeň–Břeclav–Brno byly z Vídně společností Severní dráha císaře Ferdinanda vypraveny čtyři vlaky, tažené ověnčenými lokomotivami Bruna, Herkules, (jiný zdroj uvádí první dvě lokomotivy v opačném pořadí), Gigant a Bucefalos (Bucephalus). Dohromady přepravovaly 1125 cestujících v 38 (či 36) vagonech, poptávka však byla mnohem větší. Tisíce lidí vlaky sledovaly a vítaly podél trati, zejména ve stanicích. V Brně na nádraží („dražišti“) vlak vítal špalír městské gardy a honorace se světskými i církevními zástupci úřadů a korporací. Brněnský magistrát uspořádal v Redutě slavnostní hostinu pro 120 významných hostí.
Z Vídně vlaky vyjely v půl sedmé ráno, jízda včetně zastávek trvala čtyři hodiny a 15 minut. Po čtvrté hodině odpolední se pak vlaky vracely zpět do Vídně.

## Zajištění jízd
Předpis stanovil pro jízdu vlaků za sebou časový sled 8 minut. Nejvyšší rychlost na trati byla stanovena na 32 km/h, v nepřehledných obloucích, ležících v zářezech, či ve sklonu nejvýše 15 km/h, při vjezdech do stanic nejvýše 4 km/h. Doba pobytu vlaků ve stanicích po cestě byla stanovena na nejvýše 8 minut.

## Průběh nehody
Při zpáteční jízdě z Brna do Vídně se ve stanici Vranovice první vlak zdržel déle kvůli komplikacím s doplňováním vody. Druhý vlak pak zastavil za ním a zůstal stát posledními vozy před vjezdovým zhlavím stanice, a to v místech, kde je trať v oblouku a v zářezu (přibližně u ulice Lipové). Strojvedoucí třetího vlaku, Angličan John Williams, John Williame či William Whalley, řídící lokomotivu Gigant, předpokládal, že předchozí vlaky již stanici Vranovice opustily, konec stojícího vlaku před sebou uviděl na vzdálenost asi 260 metrů a nestačil včas zabrzdit a narazil do něj. Čtvrtý vlak pak za ním zastavil včas a v bezpečné vzdálenosti.

## Následky nehody
Výsledkem byly dva vagony rozbité a několik poškozených. Počet uváděných těžkých či vážných zranění se v různých zdrojích liší, některé zdroje jich uvádějí 8, některé 7, některé 5 nebo jen 3. Všechny tyto zdroje pak zmiňují ještě blíže nespecifikovaný počet („několik“ či „větší počet“) lehčích zranění. Ve vlacích cestovalo několik lékařů, kteří zraněné ihned ošetřili, a  všichni, včetně těžce raněných, dojeli vlakem tentýž večer až do Vídně. Zranění, většinou vysoce postavení občané, byli železnicí bohatě finančně odškodněni.

## Výsledky vyšetřování
Vyšetřováním bylo zjištěno, že nehodu pravděpodobně zapříčinil strojvedoucí Gigantu, protože nesnížil rychlost podle předpisu a vjel do stanice velkou rychlostí. Trestní řízení však proti němu bylo zastaveno, protože se vyšetřovatelům nepodařilo nedodržení předepsané rychlosti prokázat. Ředitelství železniční společnosti ho však přeložilo na práci zámečníka do dílen ve Vídni a na následující rok 1840 s ním již neobnovilo smlouvu.
Dvorská kancelář v důsledku nehody nařídila ředitelství Severní dráhy císaře Ferdinanda prodloužit interval mezi následnými vlaky na půl hodiny, krytí stojícího vlaku návěstním praporcem a omezení pobytu vlaku ve stanici na nezbytně nutnou dobu. Z nehody vyplynula potřeba tratě zabezpečit a nespoléhat jen na strojvedoucí. Z bezpečnostních důvodů pak vlaky až do roku 1844 jezdily pouze ve dne.

## Připomínka
V lokalitě není umístěn žádný pomník připomínající tuto událost. Ani správce železnice ani obec neprojevili iniciativu k jeho zřízení. Od dubna 2012 událost na místě připomíná geokeš.